# Sunshine pop
Il Sunshine pop è un genere musicale sorto a metà degli anni Sessanta negli Stati Uniti e in Inghilterra, Il termine, nato retrospettivamente al genere, si riferisce ad una tipologia di musica pop emersa a metà degli anni Sessanta col nome di Soft pop. Il Sunshine Pop è influenzato da una larga varietà di generi diversi tra cui l'Easy Listening, il Lounge, la musica classica, i jingle, il folk e il rock psichedelico.
Il genere è largamente composto da artisti one-hit-wonder o che addirittura non ottennero  successo commerciale i quali si ispiravano ad artisti più famosi come i Mamas & Papas, i Turtles, gli Association e i Beach Boys ma anche alle composizioni di Burt Bacharach. La musica consiste tipicamente in produzioni sofisticate, melodie delicate, ritornelli accattivanti e prominenti e complessi intrecci vocali. Talvolta le canzoni sono basate su accordi e strutture musicali provenienti dal jazz e dalla bossa nova. Strumenti tipici sono chitarre elettriche o acustiche, basso e batteria ma sono presenti anche strumenti considerati inusuali nella musica mainstream precedente come il clavicembalo, l'organo elettrico, glockenspiel, flauti e sitar. Sono presenti inoltre spesso effetti studio e orchestrazioni. Lo stile mostra molte similitudini col Baroque pop ma con più elementi folk e Brill building.
I testi spesso attingono da un immaginario surreale tipico della cultura psichedelica, e, seppur denotati da toni malinconici e nostalgici, sono spesso basati su concetti universali di ottimismo per il futuro in linea con i valori della cultura hippie mostrando consapevolezza dei cambiamenti sociali in atto attingendo anche dalla controcultura dell'epoca. Alcuni gruppi che maggiormente hanno incarnato questo stile e queste tendenze sono i Free Design, i Sagittarius, i Millennium, gli Harpers Bizarre, gli Eternity's Children, i Buckinghams, i Grass Roots, i Left Banke, i Peppermint Rainbow, gli Sugar Shoppe, gli Harmony Grass e gli Yellow Balloon.
Artisti e produttori dell'area di Los Angeles come Roger Nichols, Jimmy Webb e Paul Williams ebbero un importante ruolo nello sviluppo dello stile e nella registrazione di molte band del genere. Seppur un grande impulso al genere venne dato dai Beach Boys (e in particolare dal Brian Wilson del periodo Pet Sounds) nel plasmare un suono tipicamente californiano, questo gruppo non è catalogabile come Sunshine pop. Data l'evanescenza degli artisti del genere molti esempi di Sunshine si possono trovare in varie compilation che raccolgono i singoli di questi gruppi come The Get Easy! Sunshine Pop Collection, Come to the Sunshine: Soft Pop Nuggets From the WEA Vaults, e soprattutto serie come Fading Yellow, Piccadilly Sunshine, Lost Jukebox, Ripples e Sunshine Days.
Esauritosi con l'inizio degli anni Settanta, il genere ritrovò grande popolarità tra la fine degli anni Ottanta e i primi anni Novanta in Giappone, influenzando massicciamente la musica Shibuya Kei. Successivamente il nuovo interesse per il genere arrivò anche in Europa e negli Stati Uniti, influenzando la musica indie e generando nuovo interesse attraverso le numerose compilation.